# Vlastimil Brodský
Vlastimil Brodský, född 15 december 1920 i Hrušov (i nuvarande Ostrava) i Tjeckoslovakien, död 20 april 2002 i Slunečná i Tjeckien, var en tjeckisk skådespelare. Brodský blev känd för en mängd rollporträtt där han gestaltade blyga, melankoliska eller drömska män. Han medverkade i flera av Jiří Menzels filmer. Hans mest kända roll torde vara som titelrollen i den östtyska filmen Jakob der Lügner, för vilken han tilldelades DDR:s nationalpris. För sin sista filmroll som pensionären František i Babí léto tilldelades han filmpriset Tjeckiska lejonet.

## Filmografi, urval
- 1953 – Blodets hemlighet
- 1958 – Poslušně hlásím
- 1966 – Låt tågen gå
- 1968 – Nyckfull sommar
- 1969 – Lärkmarionetter
- 1974 – Jakob der Lügner
- 1977 – Pan Tau (TV-serie)
- 1980 – Arabela (TV-serie)
- 1983 – Návštěvníci (TV-serie)